# Andrej Mizurov
Andrej Mizurov (født 16. marts 1973) er en kasakhisk professionel cykelrytter, som kørte for det kasakhiske ProTour-hold XDS Astana Team 2007–2009 og 2011.
Mizurov har siden 2013 kørt på det tyrkiske Torku Şeker Spor-hold.